# Џамдани (тканина)
Џамдани (бенг. জামদানি ) је фина муслинска тканина са различитим узорцима, која се вековима производи у области Јужни Рупши, Нарајанганџ округа у Бангладешу, на обали реке Шиталаква. Кроз историју производња џамданија била је привилегија под покровитељством могулских царева. Под британским колонијализмом, индустрија бенгалског џамданија и муслина брзо је пропадала због колонијалне увозне политике која је фаворизовала индустријски произведен текстил. Последње године сведоче о оживљавању производње џамданија у Бангладешу. Џамдани се обично тка од мешавине памучних и златних нити.
Године 2013. традиционална уметност ткања џамданија проглашена је УНЕСКО-овом нематеријалном културном баштином човечанства.
Бангладеш је 2016. године добио статус географске ознаке (ГИ) за Џамдани Сари.

## Етимологија
Џамдани је првобитно био познат као Дакај, назван по граду Даки, једном од многих древних центара за ткање текстила у бенгалској регији. Под Могулским царством почео је да се употребљава персијски израз Џамдани  јер је то био дворски језик Могула. Џамдани су у народу познати као Дакај Џамдани или једноставно Дакај. Најраније помињање џамданија и његовог развоја као индустрије налази се у Даки у Бангладешу.

## Порекло
Рано позивање на индијско порекло муслина налази се у књизи Периплус из Еритрејског мора и у извештајима арапских, кинеских и италијанских путника и трговаца.
Џамдани је тканина ткана на ручном разбоју, направљена од памука, који се у прошлости односио на муслин. То је један од најтраженијих и најзахтевнијих облика ручног ткања на разбоју и сматра се једном од најфинијих сорти муслина, и уметнички најфинијим текстилом бангладешких ткача. Џамдани је богат мотивима. Крајем 19. века, Т.Н. Мукхарџи је ову тканину називао џамдани муслин.

## Ткање
Без обзира да ли је са фигурама или цвећем, џамдани је тканина од памука. Ово је допунска техника потке ткања, где су уметнички мотиви произведени неструктурном потком, поред стандардне потке која држи нити основе. Стандардна потка ствара фину прозирну тканину, док јој додатна потка са дебљим нитима додаје сложене узорке. Сваки допунски мотив потке додаје се одвојено ручно преплитањем нити потке у основицу финим бамбусовим штапићима помоћу појединачних калемова конца. Резултат је сложена мешавина различитих узорака који изгледају као да лебде на светлуцавој површини. Узорак се не скицира и не оцртава на тканини, већ се црта на папиру и ставља испод основе. Џамдани је фина муслин тканина на којој су на разбоју уткани украсни мотиви, обично у сивој и белој боји. Често се користила мешавина памучних и златних нити.

## Врсте џамданија
Иако се углавном користи за сари, џамдани се користи и за шалове и мараме. Верује се да је џамдани спој древних техника израде платна у Бенгалу (старе можда 2000 година) са муслинима које су бенгалски муслимани производили од 14. века. Џамдани је најскупљи производ разбоја у Даки, јер захтева најдужи и најпосвећенији рад.
Узорци џамдани су углавном геометријског, биљног и цветног дизајна и за њих се тврди да су настали пре више хиљада година. Захваљујући изузетној мукотрпној методологији, само су аристократи и краљевске породице могли себи приуштити такав луксуз.

## Промене са временом
Не зна се тачно када су џамдани постали украшени цветним узорцима. Сигурно је, међутим, да је у могулском периоду, највероватније током владавине било цара Акбара (1556–1605), било цара Џахангира (1605–1627), фигурни или цветни муслин постао познат као џамдани. Форбес Вотсон у свом највреднијем делу под насловом Производња текстила и костими народа Индије наводи да су фигурни муслини због свог компликованог дизајна увек сматрани најскупљом продукцијом разбоја у Даки.

## Пад израде џамданија
Од средине 19. века дошло је до постепеног пада индустрије џамдани. Бројни фактори су допринели овом паду. Увоз предива нижег квалитета, али јефтинијег, из Европе, започео је тренд пада. Што је најважније, пад могулске моћи у Индији лишио је произвођаче џамданија њихових најутицајнијих покровитеља. Села попут Мадхурапур и Џангалбари, некада позната по индустрији џамданија, отишла су у постепени заборав.

## Тренутни проблеми
Према националном дневнику, старији таанти или „остад“ месечно зарађује око 2.500 до 3.000 Тк. Млађи ткачи добијају много мање, око 1.600 Тк. Као резултат тога, многи ткачи не желе да им се деца баве том професијом, преферирајући уноснију индустрију одеће.
Влада и друге организације покушавају да оживе стару славу Дакај Џамданија. У покушају да избегну посреднике, они теже да успоставе директан контакт са ткачима. У близини Даке успостављен је Џамдани Пали. Организације попут Института за дизајн Радијант, Универзитета креативне технологије Шанто Маријам, Националног института за дизајн и друге помажу дизајнерима у стварању нових џамдани дизајна.
Џамдани је симбол аристократије. Потражња за квалитетним Џамдани Саријима експоненцијално се повећавала током година.

## Географска ознака
Бангладеш је 2016. године добио статус географске ознаке (ГИ) за Џамдани Сари. То је био први ГИ статус који је добио било који производ из Бангладеша.

## Галерија
- Млади цар Џахангир носио је царски џамдани
- Премијерка Бангладеша Хасина Вазед у златном џамдани сарију
- Председавајућа Индијског националног конгреса Соња Ганди у зеленом сарију Дакај џамдани
- Бангладешка невеста у џамдани сарију
- Израда џамданија